# Rhinophylla
Rhinophylla is een geslacht van zoogdieren uit de familie van de bladneusvleermuizen van de Nieuwe Wereld (Phyllostomidae). De wetenschappelijke naam van het geslacht werd in 1865 gepubliceerd door Wilhelm Peters.

## Soorten
Er worden 3 soorten in dit geslacht geplaatst:
- Rhinophylla alethina Handley, 1966
- Rhinophylla fischerae D. C. Carter, 1966
- Rhinophylla pumilio Peters, 1865